# میلان نیکولیچ (موسیقی‌دان)
نلا پوسیسکووا (به انگلیسی: Milan Nikolić) (زاده ۲ ژوئیه ۱۹۷۹) موسیقی‌دان، ترانه‌سرا صربستانی است.
او همراه با مارکو کن نماینده صربستان در مسابقه آواز یوروویژن ۲۰۰۹ بود .